# Oliver Schepp
Oliver Schepp (* 2. April 1971 in Gießen) ist ein deutscher Fotograf. Seine Arbeitsschwerpunkte sind Reportage- und Porträtfotografie sowie szenische Fotografie.

## Leben
Oliver Schepp wurde in Gießen geboren und wuchs im ländlichen Vogelsberg in Mittelhessen auf. Er absolvierte eine klassische duale Ausbildung zum Fotografen. 2001 zog er in seine Geburtsstadt Gießen zurück.

## Fotografie
Als Bildjournalist begann Schepp in der Stadtredaktion der Gießener Allgemeinen Zeitung, in welcher er seit 1993 als Redaktionsfotograf tätig ist. In dieser Funktion veröffentlicht er täglich, darunter auch Titelbilder für die Publikationen der Mittelhessischen Druck- und Verlagshaus, dem Verlag der Gießener Allgemeinen Zeitung, aber auch in anderen Medien. In seiner Funktion porträtierte er dabei Persönlichkeiten aus Politik und Unterhaltung, darunter Joachim Gauck, Angela Merkel, Til Schweiger, Matthias Schweighöfer und Jan Josef Liefers. Anlässlich der 5. Hessischen Landesgartenschau 2014 in Gießen stellte Schepp in der Gießener Innenstadt in Zusammenarbeit mit dem BID (Business Improvement District) Seltersweg 52 übergroße Porträts aus, in der Größe von bis zu 5 × 4 Meter, die Gießener Bürger mit ihrem persönlichen Stück Lieblings-Grün zeigen. Die Ausstellung mit dem Titel „Mein Stück Grün“ entstand im Zeitraum von drei Jahren; mit rund 400 Quadratmetern bedruckter Bildfläche war sie bis Mitte 2014 die flächenmäßig größte Fotoausstellung Hessens. Inspiriert durch die Corona-Krise entwickelt er ab 2020 ein Blog über touristische Ziele im Bundesland Hessen und betreibt es auf diversen Online-Plattformen.

## Einflüsse
Wichtige ästhetische Einflüsse sind für Schepp die Arbeiten der Fotografen Elliott Erwitt und Yousuf Karsh und Peter Lik. Außerdem sind in Schepps Arbeiten auch Einflüsse von Filmen der Regisseure Tony Scott und David Fincher erkennbar.

## Ausstellungen
- 1996 Forum Gießen: Von Menschen und Anderem
- 1998 Stadt Laubach: Profile
- 1999 Stadt Grünberg: Augenblicke
- 2001 Verein Mensch und Kirche: Portraits & Szenen
- 2009 Darre Gießen: 100x Gießen
- 2010 Balserisches Stift Gießen: Best of Gießen
- 2010 Open Air Galerie in Gießen
- 2012 Fluss mit Flair in Gießen
- 2014 Gießen Seltersweg: Mein Stück Grün
- 2017 Fluss mit Flair in Gießen

## Publikationen
- 1997 Boogie Woogie ISBN 978-3-924296-19-3.
- 2007 Gießen entdecken ISBN 978-3-9813297-0-4.
- 2013 Gießen blüht ISBN 978-3-9813297-1-1.
- 2017 24 Stunden in Oberhessen, ISBN 978-3-9817579-1-0. (Online)
- 2021 Gießen zu Fuß, ISBN 978-3-95542-383-4. (Online)